# Callopsis volkensii
Callopsis é um género botânico da família das aráceas. A sua única espécie reconhecida é C. volkensis.